# Палатци
Пала́тци (каз. Палатцы) — село у складі Самарського району Східноказахстанської області Казахстану. Адміністративний центр Палатцинського сільського округу.
Населення — 279 осіб (2021; 633 у 2009, 1122 у 1999, 1884 у 1989).
Станом на 1989 рік село мало статус селища міського типу.